# Samuel Friedrich Nathaniel Ritter von Stein
Samuel Friedrich Nathaniel Ritter von Stein, o simplement Friedrich von Stein (3 de novembre de 1818 a Niemegk prop de Potsdam, Brandenburg - † 9 de gener de 1885 a Praga), va ser un zoòleg alemany especialitzat en l'entomologia.
Va ser professor a l'Acadèmia Forestal de Tharandt des de 1850 a 1855; i Professor, i més tard Rector, de la Universitat de Praga, de 1855 a 1876.

## Carrera
El treball científic de Stein se centrà en els invertebrats i principalment sobre els Diptera i animals unicel·lulars. Els seus treballs sobre els infusoria van ser la base dels treballs de recerca posteriors.

## Honors
Stein va ser ennoblit el 27 d'abril de 1878, a Viena Franz Joseph I d'Àustria.

## Obra
- De Myriapodum partibus genitalibus, nova generationis theoria atque introductione systematica adjectis. Dissertatio inauguralis zoologica quam […] in Alma Universitate Litteraria Friderica-Guilielma [... (16.Aug. 1841) ] publice defendet auctor, Berlin: Brandes et Klewert 1841
- Die lebenden Schnecken und Muscheln der Umgegend Berlins, Berlin: Reimer, 1850
- Die Infusionsthiere auf ihre Entwicklungsgeschichte untersucht, Leipzig: Engelmann 1854
- Der Organismus der Infusionsthiere nach eigenen Forschungen, Leipzig: Engelmann, Teil 1: 1859, Teil 2: 1867, Teil 3: 1878, Teil 4: 1863 (Note: this is Stein's first work)
- Über die Hauptergebnisse der Infusorienforschungen. Ein Vortrag, Vienna: Staatsdruckerei, 1863